# Želva pralesní
Želva pralesní (Chelonoidis denticulata, dříve také Geochelone denticulata) je suchozemská želva vyskytující se v Amazonii. Místní ji nazývají morrocoy, woyamou nebo wayamo. Jedná se o čtvrtou největší pevninskou a celkově o pátou největší želvu na světě.

## Popis
Samci dorůstají průměrné velikosti 40 centimetrů. Samice 60 až 75 centimetrů. Největší známý jedinec měřil 94 centimetrů. Váha se pohybuje od 10 do 15 kilogramů. Krunýř je dlouhý a oválný. Má žlutavě hnědou až tmavě hnědou barvu. Jednotlivé šupiny mohou být na okrajích černé, dvorce světle žluté, oranžové nebo světle hnědé.
Vzhledově je velmi podobná želvě uhlířské (Chelonoidis carbonaria). Jedním z rozlišovacích znaků jsou nohy, které má želva pralesní oranžovohnědé, zatímco želva uhlířská má nohy červené.

#### Potrava
Potrava se v přírodě skládá z rostlin, trav, ovoce, mršin, exkrementů, případně z mlžů, červů, a dalších pomalých bezobratlých které jsou schopny ulovit.

## Rozmnožování
Pohlavní dospělosti dosahují želvy pralesní v osmém až desátém roce života. Samičky snáší 2 až 15 vajec, které se líhnou po inkubační době trvající 105 až 202 dní. Mláďata jsou po narození velká 4-4,5 centimetry.

## Galerie

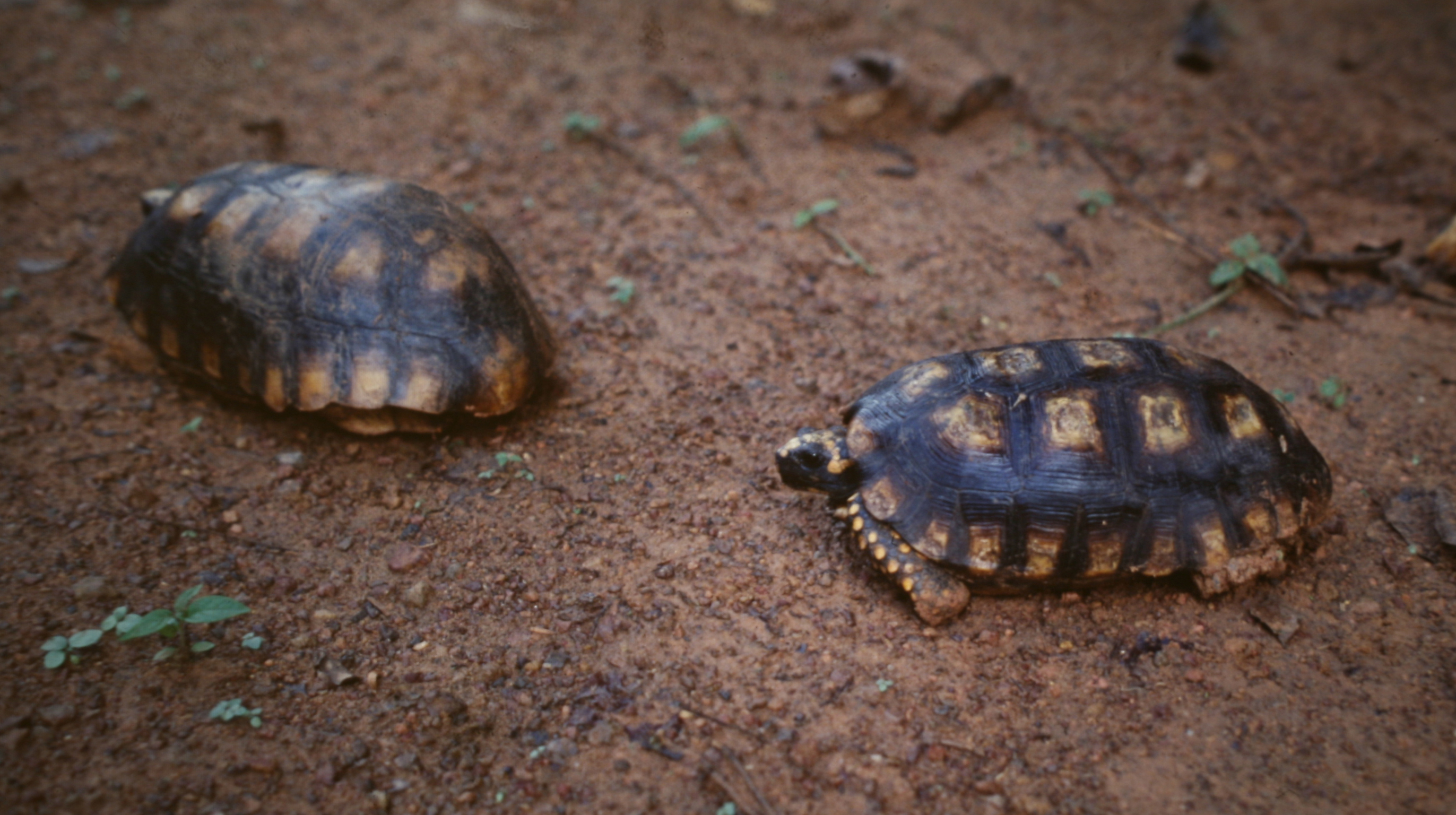
Želvy pralesní na cestě ve státu Surinam
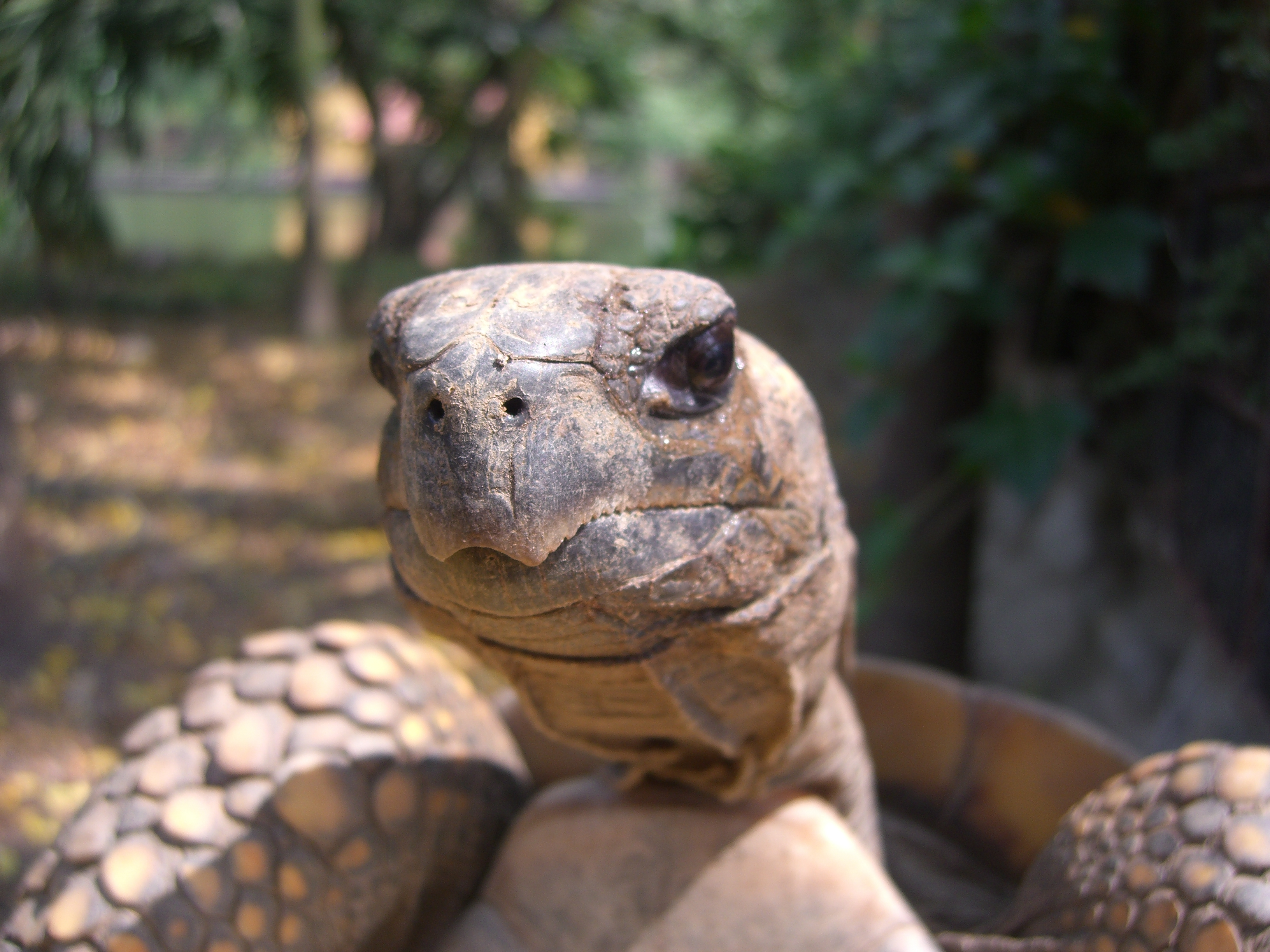
Hlava želvy pralesní